# Relation aller Fuernemmen und gedenckwuerdigen Historien

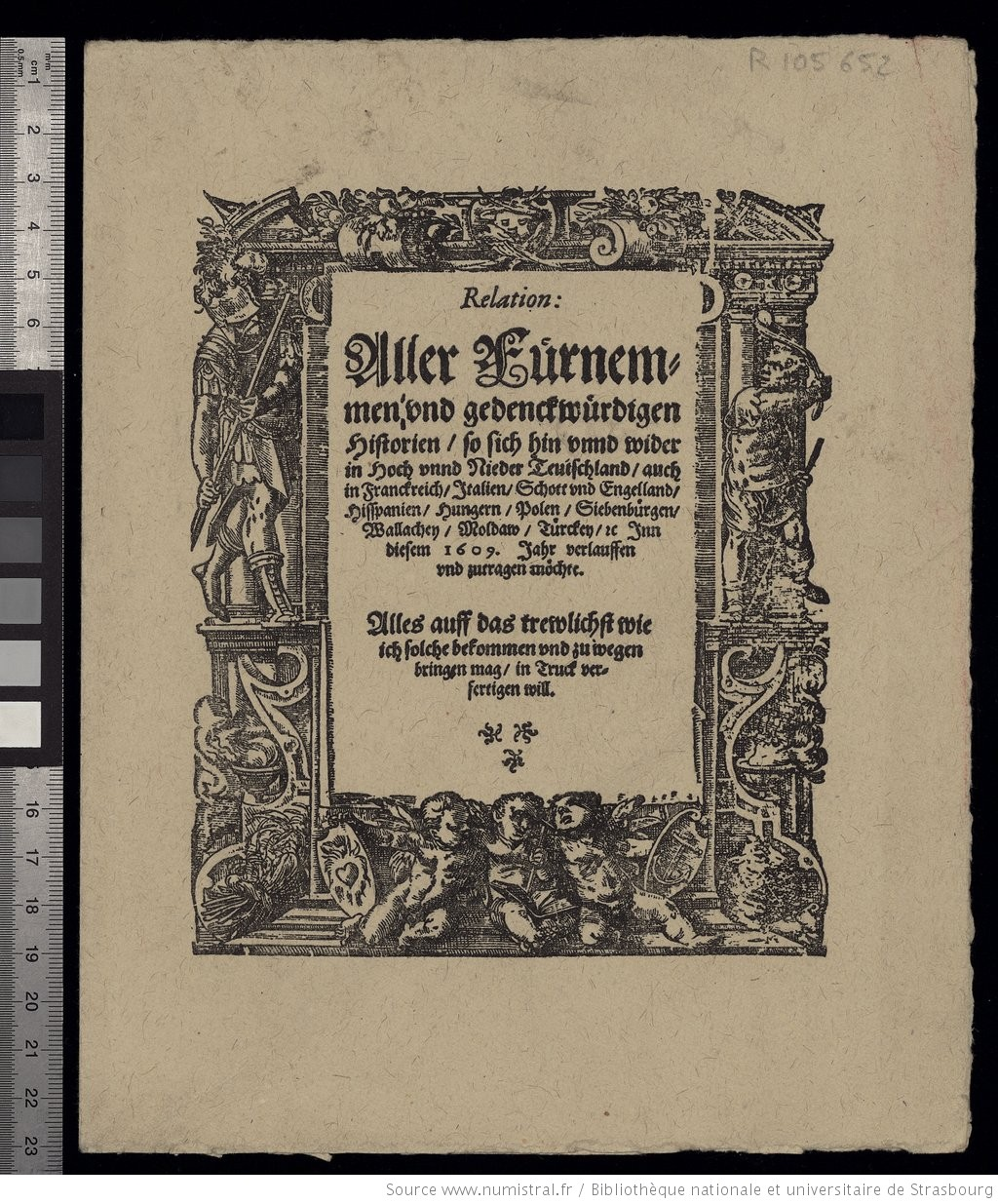
Strona tytułowa gazety z 1609 roku

Relation aller Fuernemmen und gedenckwuerdigen Historien – gazeta wydawana w Strasburgu od 1605 roku, jedna z najstarszych gazet świata i pierwsza w nowoczesnym znaczeniu tego słowa. 
Jej redaktorem był Johann Carolus.
Założona w roku 1948 organizacja World Association of Newspapers uznaje oficjalnie Relation aller Fuernemmen und gedenckwuerdigen Historien za najstarsza gazetę świata.

## Literatura
- Johannes Weber: Strassburg, 1605. The Origins of the Newspaper in Europe, in: German History 24/2006, S. 387–412